# Josef Kalina

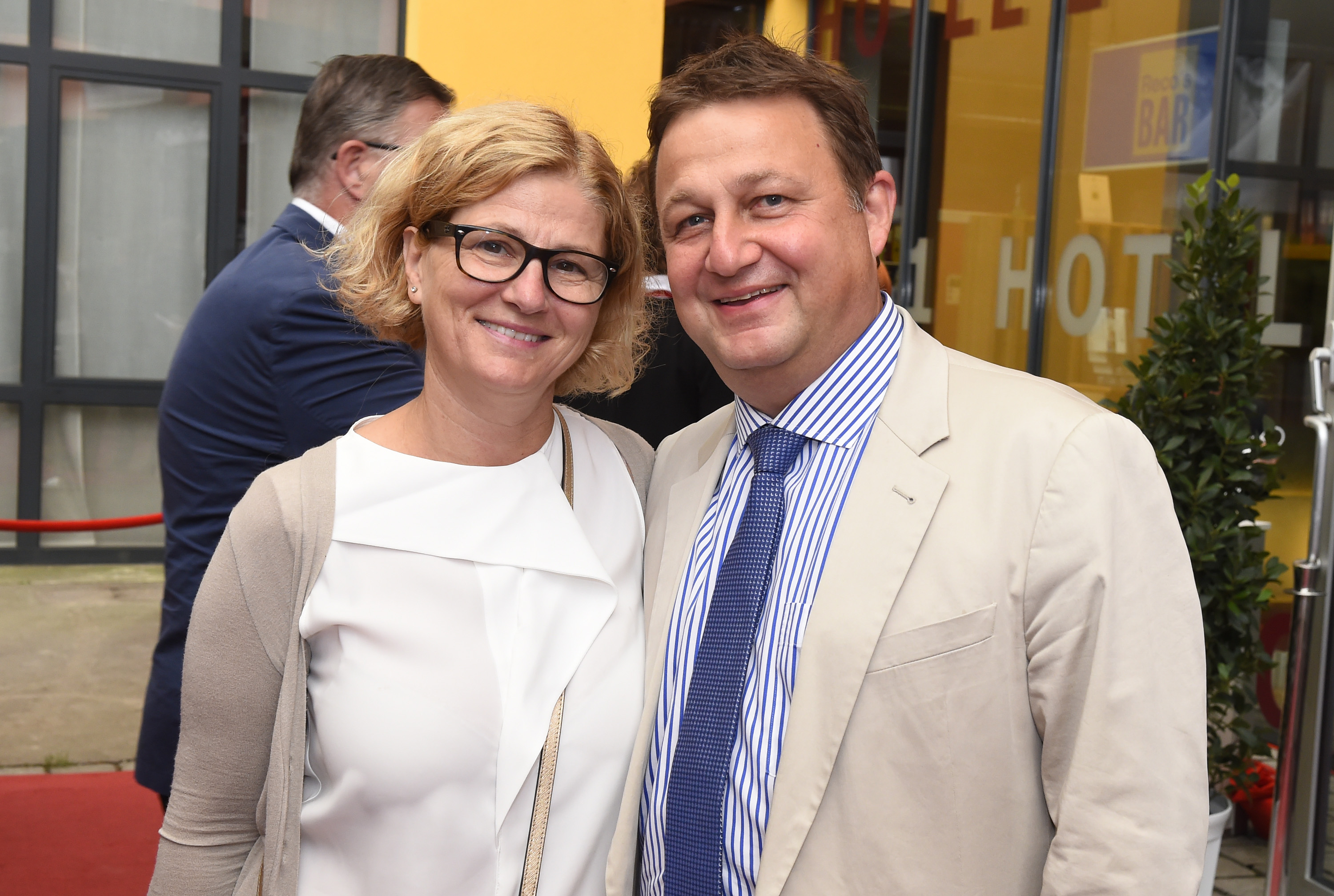
Josef Kalina auf dem Sommerfest der SPÖ 2015 in Wien

Josef „Joe“ Kalina (* 19. Jänner 1958 in Wien) ist ein österreichischer Unternehmer und ehemaliger Politiker (SPÖ). Von 2007 bis 2008 war er Bundesgeschäftsführer der SPÖ, von 1997 bis 2000 Kanzlersprecher von Viktor Klima.

## Leben
Kalina schloss 1977 mit der Matura ab. Danach leistete er Zivildienst. Von 1978 bis 1983 arbeitete er als Bankkaufmann.
In den 1970er Jahren engagierte sich Kalina in der Sozialistischen Jugend (SJ), wo er auch die späteren Bundeskanzler Alfred Gusenbauer, Werner Faymann und die späteren SPÖ-Politiker Doris Bures und Josef Cap kennenlernte. Von 1982 an war er Landessekretär der Sozialistischen Jugend in Wien, danach Bundessekretär der SJ.
1985 wurde er Redakteur der Sozialistischen Korrespondenz, dem Pressedienst der SPÖ. 1987 wechselte er in die innenpolitische Redaktion der Arbeiter-Zeitung. 1989 wurde er Leiter des Pressedienstes der SPÖ Bundespartei. Er hielt diese Position bis 1995, als er unter Bürgermeister Michael Häupl Chef des Pressedienstes der Wiener Partei wurde.
1997 wechselte er wieder in die Bundespolitik und übernahm die Funktion des Sprechers von Bundeskanzler Viktor Klima, in Nachfolge von Karl Krammer. Neben Andreas Rudas und Heinz Lederer galt Kalina damals als einer von drei „Spin-Doktoren“ des Bundeskanzlers
Nach 3 Jahren wechselte er zur Kronen Zeitung. Dort war er zunächst Redakteur im Chronik-Ressort und später Geschäftsführer des Gratis-Zeitungs-Bereichs der Mediaprint. Später war er auch an der Gründung der ersten Wiener U-Bahn-Zeitung (nunmehr Heute) beteiligt.
2005 kehrte er zurück zur SPÖ und wurde Kommunikationschef der Partei unter Bundeskanzler Alfred Gusenbauer, mit den Aufgaben, eine stringente Linie in die öffentliche Kommunikation der Partei zu bringen und für eine häufigere Medienpräsenz des damaligen Oppositionschefs Gusenbauer zu sorgen. Seine Vorgängerin in dieser Funktion war Katharina Krawagna-Pfeifer.
Als Alfred Gusenbauer 2007 Bundeskanzler wurde, stieg Kalina zum Bundesgeschäftsführer der SPÖ auf. Er folgte damit seiner Parteikollegin Doris Bures. Mit ihm gemeinsam wurde Reinhard Winterauer zum Bundesgeschäftsführer bestellt, der die Kommunikation nach innen übernehmen sollte, während Kalina für die Präsentation der SPÖ nach außen zuständig war.
Kalina übernahm am 22. November 2007 anstelle von Gertraud Knoll ein Mandat im österreichischen Bundesrat. Dieses übte er bis zum 24. November 2010 aus.
Ende 2008 gründete Kalina das Beratungsunternehmen Unique relations. Die PR-Agentur hat sich u. a. in den Bereichen strategische Kommunikation, Public Affairs, Krisenkommunikation, Networking und Lobbying spezialisiert. Im März 2014 gründete Kalina gemeinsam mit dem Marktforscher Peter Hajek Unique research. Das Marktforschungsunternehmen ist u. a. in den Bereichen Reputationsanalysen, Konkurrenzanalysen und Trendforschung aktiv. Außerdem erhebt die Agentur in regelmäßigen Abständen Umfragen zur politischen Situation für österreichische Zeitungen und Magazine.
Kalina trat als Sprecher von Siegfried Wolf auf, so im Dezember 2021 zum Steuernachlass und im Februar 2022 zu Wolfs auslaufendem Aufsichtsratsvorsitz in der Sberbank Europe AG.

## Publikationen
- mit Gregor Schütze: Aus der Krise ins Kanzleramt. In: Thomas Hofer, Barbara Tóth (Hrsg.): Wahl 2017. Loser, Leaks & Leadership. ÄrzteVerlag, Wien 2017, ISBN 978-3-9503276-4-9, S. 240–260.